# 短柄擬拉格鮡
短柄擬拉格鮡，為輻鰭魚綱鯰形目骨鮡科的其中一種，為熱帶淡水魚類，分布於亞洲孟加拉布拉馬普特拉河流域，體長可達2.6公分，棲息在緩慢流動的溪流底層水域，生活習性不明。